# N,N,1-三甲基-3,3-二苯基丙胺
N,N,1-三甲基-3,3-二苯基丙胺（简称三甲基二苯基丙胺，商品名Recipavrin）分子式C18H23N，是一种用于治疗功能性胃肠病（FGID）的药物。